# الاتجار بالبشر في نيوزيلندا
الاتجار بالبشر جريمة في نيوزيلندا بموجب المادة 98د من قانون الجرائم لعام 1961. وسنة 2002، صدقت حكومة نيوزيلندا على بروتوكول منع وقمع ومعاقبة الاتجار بالأشخاص وخاصة النساء والأطفال (بروتوكول باليرمو)، وهو بروتوكول لاتفاقية الأمم المتحدة لمكافحة الجريمة المنظمة عبر الوطنية. وتشارك نيوزيلندا في الجهود الرامية إلى مكافحة الاتجار بالبشر في منطقة آسيا والمحيط الهادي، ولها دور قيادي في عملية بالي بشأن تهريب البشر والاتجار بالبشر وما يتصل بهما من جرائم عبر وطنية (عملية بالي).:13
لما كان الاتجار بالبشر لا يعد قضية نشطة في نيوزيلندا، فإن الحكومة تركز على منع وتحديد الضحايا والجناة. صُنفت نيوزيلندا بلدًا مقصدًا للاتجار بالبشر ومصدرًا للاتجار المنزلي بالسخرة، متضمنًا الأطفال في تجارة الجنس. ووفقًا للتقارير السنوية لوزارة الخارجية الأمريكية بشأن فعالية الإجراءات الحكومية الرامية إلى التصدي للاتجار بالبشر، فقد حققت نيوزيلندا باستمرار المرتبة الأولى، وحققت الامتثال الكامل للمعايير الواردة في قانون حماية ضحايا الاتجار عام 2000. وتتسق هذه المعايير عمومًا مع بروتوكول باليرمو.
ولتنفيذ بروتوكول باليرمو، عُدِّل قانون الجرائم عام 1961 ليشمل جريمة الاتجار بالبشر سنة 2002. واستجابة لعملية بالي، تعهدت نيوزيلندا بوضع خطة عملية للتصدي للاتجار بالبشر وأنشأت الفريق العامل المشترك بين الوكالات المعني بالاتجار بالبشر -الفريق العامل- سنة 2006.:3 أصدرت وزارة العمل، نيابة عن الفريق العامل، خطة العمل لمنع الاتجار بالبشر سنة 2009. ويعني تعريف الاتجار بالبشر على أنه يشمل حصرًا الحركة عبر الوطنية أن المطالبات المتعلقة بالاتجار بالبشر المحلي في القوى العاملة، وصناعة الجنس وسفن الصيد الأجنبية قد نُفّذت في قوانين أخرى، مثل قانون إصلاح البغاء لعام 2003 وقانون الهجرة لعام 2009، التي تفرض عقوبات أخف. ويجري حاليًا تناول هذه المسألة في تعديل تشريعي مقترح. وضع مكتب وزارة الخارجية الأميركية لمراقبة ومكافحة الاتجار بالأشخاص البلاد في «المستوى 1» سنة 2017.

## الردود الحكومية

### خطط العمل
يتألف الفريق العامل المشترك بين الوكالات من إدارة العمل، التي أصبحت الآن وزارة الأعمال التجارية والابتكار والعمالة، وإدارة رئيس الوزراء ومجلس الوزراء، ووزارة الخارجية والتجارة، ووزارة العدل، ووزارة الصحة، ووزارة التنمية الاجتماعية، ووزارة المرأة، ودائرة الجمارك النيوزيلندية، وشرطة نيوزيلندا. وخلال الفترة من يونيو إلى يوليو 2008، أجرت وزارة العمل مشاورة عامة لصياغة نهج حكومي كامل إزاء الاتجار بالبشر. ووردت 34 مذكرة رسمية استرشد بها في وضع خطة العمل لمنع الاتجار بالأشخاص ونشرها لاحقًا في 2009. وتضطلع وزارة الأعمال التجارية والابتكار والعمالة بمسؤولية ضمان تنفيذ الخطة وتعد تقريرًا سنويًا عن الامتثال. تتضمن خطة العمل ثلاثة أهداف، الوقاية والحماية والمقاضاة. وتحدد الخطة في إطار كل من هذه الأهداف والإجراءات المحددة التي يتعين اتخاذها، وتعين وكالة مسؤولة وجدولًا زمنيًا للإنجاز. وتعد الخطة «وثيقة حية» ومن المقرر إعادة تقييم الخطة بعد الإصلاح التشريعي المنتظر.

### منع الاتجار بالبشر
تلتزم حكومة نيوزيلندا تجهيز وتدريب المسؤولين الحكوميين وموظفي الخطوط الأمامية لتحديد الاتجار والتصدي له على النحو المناسب بوضع برامج تعليمية إلزامية. وهذا يشمل تعزيز الوعي العام. يجري المعهد أبحاثًا في مجال الاتجار بالبشر، ويشارك مركز الاستخبارات الوطني المعلومات قانونيًا مع الحكومات الأخرى. وبالنظر إلى أن الاتجار بالبشر قد يشمل شبكات بين البلدان، فمن غير المرجح أن تحقق الجهود المحلية الحماية الكاملة، إذ إنه مع أن نيوزيلندا بلد مقصد صغير، فإنها لا تزال تشعر بالقلق إزاء بُعد الاتجار بالأشخاص في منطقة آسيا والمحيط الهادي المجاورة. نيوزيلندا عضو في مختلف الكيانات الدولية التي تتصدى للاتجار بالبشر، مثل عملية بالي، ومؤتمر مديري الهجرة في منطقة المحيط الهادي، ومنظمة العمل الدولية. قدمت مساعدة مالية لمبادرات الاتجار بالبشر في منطقة آسيا والمحيط الهادي بواسطة الوكالة النيوزيلندية للتنمية الدولية.

### حماية ضحايا الاتجار بالبشر
تُصدّق الشرطة النيوزيلندية على الضحايا بوضعهم في حالة الاتجار، وتقوم الوكالة الحكومية المختصة بإجراء تحقيق ويجوز لها إصدار إجراءات قانونية.:16 إذا كان الضحية مهاجرًا مؤقتًا، يجوز لهم التقدم بطلب لتمديد التأشيرة مدة 12 شهرًا. بعد التحقيق، يستطيع الضحايا المهاجرون التقدم بطلب للحصول على تأشيرة إقامة والحصول على حماية مستمرة، شريطة ألا يكونوا قد عرقلوا التحقيق. وتخوّل إدارة الأهلية للصحة والعجز لعام 2011 جميع الضحايا الحصول على الدعم الحكومي، متضمنًا المساعدة القانونية والمشورة والعلاج الطبي، مع تغطية كاملة في إطار خطة التعويض عن الحوادث. وبوسع الضحايا التقدم بطلب للإسكان في نيوزيلندا ووزارة التنمية الاجتماعية للحصول على المساعدة في حالة الضائقة المالية.:19 نظرًا إلى انخفاض مستوى حالات الاتجار في نيوزيلندا، لا توجد موارد مخصصة لهذه الخدمات. ويجري تقييم الضحايا لكل حالة على حدة، ويمكن توجيههم لتلقي دعم إضافي من المنظمات غير الحكومية.

## التشريعات

### جريمة الاتجار بالبشر
أضاف قانون تعديل الجرائم لعام 2002 المادتين 98ج و98د إلى قانون الجرائم لعام 1961 اللذين يحظران تهريب المهاجرين غير المرخص لهم من أجل منفعة مادية، والاتجار بالأشخاص بالإكراه أو الخداع. وبوصفها جريمةً ضد الإنسانية، فإن العقوبات تضاهي الاغتصاب والقتل، مع السجن مدة أقصاها 20 سنة أو غرامة قدرها 500,000 دولار، أو كليهما. وفقًا لـنهج الحكومة الذي يركز على الضحايا، يمكن إثبات الاتجار بالبشر حتى لو تصرف الضحية طوعًا. وترد عدة عوامل مشددة للسماح بإصدار الأحكام المناسبة. جميع الإجراءات بموجب هذه الأحكام تتطلب موافقة النائب العام، ويجوز رفع دعوى وإن لم يدخل الضحية إلى نيوزيلندا بالفعل.
لمحاكم نيوزيلندا ولاية قضائية خارج الإقليم فيما يتعلق بجريمة الاتجار بالبشر ويمكنها محاكمة المواطنين النيوزيلنديين الذين يرتكبون الجريمة في إقليم أجنبي. وحتى الآن، لم تُسجَّل أي إدانات، وأشير إلى أن الافتقار إلى الملاحقات القضائية والتحقيقات يرجع إلى شدة حاجز الإثبات في القانون الحالي. وفي أغسطس 2014، اتهمت إدارة الهجرة في نيوزيلندا ثلاثة أفراد بالاتجار بالبشر، دفعوا ببراءتهم من اتخاذ ترتيبات خداعية للاتجار بثمانية عشر مواطنًا هنديًا لأغراض السخرة في الفترة 2008-2009. وقد أحيلت القضية إلى المحكمة العليا، وهي تنتظر المحاكمة. سنة 2014، عُرض مشروع القانون المتعلق بتشريعات مكافحة الجريمة المنظمة والفساد على البرلمان. ويغير البند 5 تعريف الاتجار بالبشر ليشمل التنقّل الداخلي، ما يجعل نيوزيلندا مطابقة للتعريف الدولي، ويضيف الاستغلال عنصرًا للجريمة. ويتلقى مشروع القانون حاليًا طلبات وسيحين موعد تقديم تقرير عنه في مايو 2015.

### الاتجار بالجنس
سنة 2001، تبين أن النساء التايلنديات المهاجرات قد خُدعن إلى ترتيبات جنسية تجارية في أوكلاند. ولم تثمر أي ملاحقات جنائية، وإن وُجدت دعوى مدنية واحدة توبعت بنجاح. قامت لجنة حقوق الإنسان بحملة «الملصقات الوردية» لزيادة الوعي بالاستغلال والإعلان عن منزل آمن للضحايا، وعلقت وزارة العدل وضع منح التأشيرة مجانًا بين نيوزيلندا وتايلاند. يزور مفتشو العمل بيوت الدعارة القانونية وتُجري الحكومة بانتظام مراجعة لأماكن العمل التي توظف المهاجرين. منذ تقنين البغاء سنة 2003، يجرم قانون إصلاح البغاء فرض الخدمات الجنسية التجارية. ولمعالجة قضية المهاجرين غير القانونيين من المشتغلين بالجنس، يُعد التهديد بالكشف عن وضع المهاجرين غير القانونيين وسيلة لإجبار شخص على أداء خدمات جنسية تجارية. أيضًا فإن اختطاف شخص لأغراض الزواج أو الاتصال الجنسي مع المختطف أو أي شخص آخر دون موافقة أو برضا تحت وطأة الاحتيال أو الإكراه يُعد جريمة.

### الاتجار بالجنس من القُصر
يحدد تقرير وزارة الخارجية الأمريكية الاتجار بالأشخاص لعام 2014 بغاء الأطفال قضيةً، لكن لم توجد بيانات متاحة لدعم هذا الادعاء. رد المسؤولون الحكوميون في مناسبات عديدة بأن التقارير تستند إلى نشرات إعلامية، لا أدلة الشرطة. يجرم قانون العقوبات تسهيل أو تلقي أجر مقابل ممارسة الجنس التجاري مع شخص دون سن 18 سنة، مع عقوبة قصوى بالسجن 7 سنوات. مع أن الأشخاص الذين تبلغ أعمارهم 16 سنة فأكثر قد يمارسون الجنس قانونيًا، يعكس ارتفاع السن التزام نيوزيلندا بالامتثال للالتزامات الدولية المتعلقة بالأطفال. ولا يعد تقديم خدمات جنسية تجارية دون سن 18 عامًا جريمة، لأن الطفل يُعد الضحية. صدقت نيوزيلندا على البروتوكول الاختياري المتعلق ببيع الأطفال وبغاء الأطفال والتصوير الإباحي للأطفال، وجعلت من غير القانوني التعامل مع شخص دون سن 18 عامًا لأغراض الاستغلال الجنسي، أو إزالة أجزاء من الجسم، أو السخرة. في إطار الجهود الرامية إلى حظر السياحة الجنسية الدولية، تتمتع محاكم نيوزيلندا بالولاية القضائية على المواطنين النيوزيلنديين الذين يمارسون الجنس التجاري في أراض أجنبية مع أطفال دون سن 16 عامًا.

### العمل القسري
الرق، متضمنًا عبودية الدين والقنانة جريمة في نيوزيلندا. وبسبب التعريف الخارجي للاتجار بالبشر، فإن القضايا التي تشمل عبودية الديون والعمال المهاجرين قد لوحقت قضائيًا بموجب المادة 98 من قانون الجرائم. ويشكل المهاجرون قضايا خاصة لمكافحة الاتجار بالبشر. وقد يفتقرون إلى المعلومات أو فهم حقوقهم بسبب الاختلافات اللغوية والثقافية. وإذا كان هؤلاء الأشخاص مقيدين بالعمل مع صاحب عمل معين، فقد يتعرضون للتهديدات إذا كان من الأفضل ترحيلهم، وقد يخشون العار إذا كانت أسرهم قد أيدت وصولهم إلى نيوزيلندا أو كانوا يعتمدون على دخلهم. يسمح قانون الهجرة لعام 2009 بمحاكمة أصحاب العمل الذين يستغلون المهاجرين أو الذين يرتكبون انتهاكات خطيرة لقوانين العمل مثل قانون العطلات لعام 2003، وقانون الحد الأدنى للأجور لعام 1983 وقانون حماية الأجور لعام 1983. في أبريل 2015 عُدل قانون الهجرة لعام 2009 لتوسيع نطاق هذه الحماية لتشمل العاملين القانونيين. وتستهدف الحكومة صناعة البستنة بواسطة سياسة صاحب العمل الموسمي الإقليمي التي تعمل على معايير التوظيف مع الاستجابة لارتفاع الطلب على العمالة.
وقد أثار الطلب على العمال في منطقة كانتربري عقب الزلازل التي ضربتها عام 2011 مخاوف من العمل القسري للعمال المهاجرين. وسنة 2013، تعهدت الحكومة الوطنية بتقديم 7 ملايين دولار على مدى أربع سنوات لهذه المسألة، ما يسمح بزيادة توظيف مفتشي العمل وموظفي الهجرة في المنطقة.